# Amine Benchaib
Amine Benchaib (sinh 18 tháng 6 năm 1998) là một cầu thủ bóng đá Maroc thi đấu cho FK Kauno Žalgiris ở A lyga ở vị trí tiền vệ.

## Sự nghiệp câu lạc bộ
Amine Benchaib khởi đầu sự nghiệp cùng với KSC Lokeren.